# Fortaleny
Fortaleny è un comune spagnolo situato nella comunità autonoma Valenciana.